# 629 (číslo)
Šest set dvacet devět je přirozené číslo. Následuje po čísle šest set dvacet osm a předchází číslu šest set třicet. Římskými číslicemi se zapisuje DCXXIX a řeckými číslicemi χκθ.

## Matematika
629 je:
- Deficientní číslo
- Poloprvočíslo
- Nešťastné číslo

## Astronomie
- (629) Bernardina je planetka hlavního pásu, kterou objevil v roce 1907 August Kopff

## Roky
- 629
- 629 př. n. l.